# Сибиле Левичаров
Сибиле Левичаров (на немски: Sybille Lewitscharoff) е германска писателка с български корен, авторка на романи, сценарии и радиопиеси, лауреатка на няколко от най-авторитетните немски литературни награди, включително наградата „Георг Бюхнер“.

## Биография
Родена е в Щутгарт в семейството на български лекар, емигрирал в Германия през 40-те години на XX век. Тежък отпечатък върху живота ѝ слага самоубийството на бащата, който страда от депресии и се самоубива през 1965 г., когато тя е едва на 11 години. Сибиле Левичаров проявява интерес към литературата от ранна възраст. Наред с това е политически ангажирана, споделя възгледите на троцкизма и ревностно чете Карл Маркс. Завършва теология в Свободния университет в Берлин. Литературната си кариера започва като сценарист на радиопредавания и пиеси. Романът ѝ Понг (1998) е удостоен с наградата „Ингеборг Бахман“. На обществен интерес се радва също нейният роман Апостолов, получил „Наградата на Лайпцигския панаир на книгата“ през 2009 г. и преведен същата година на български от Любомир Илиев.